# Dorfkirche Zschaitz

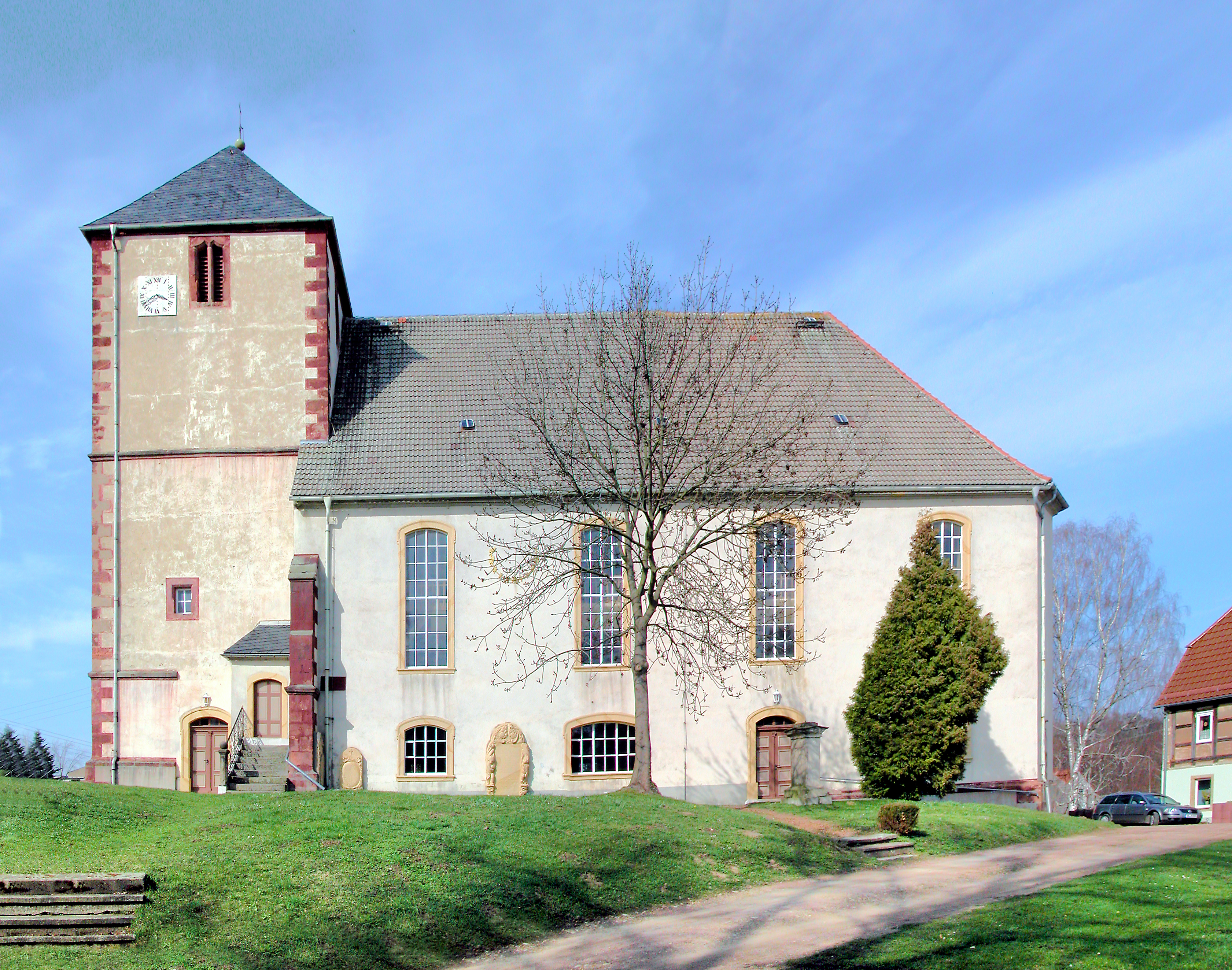
Kirche Zschaitz

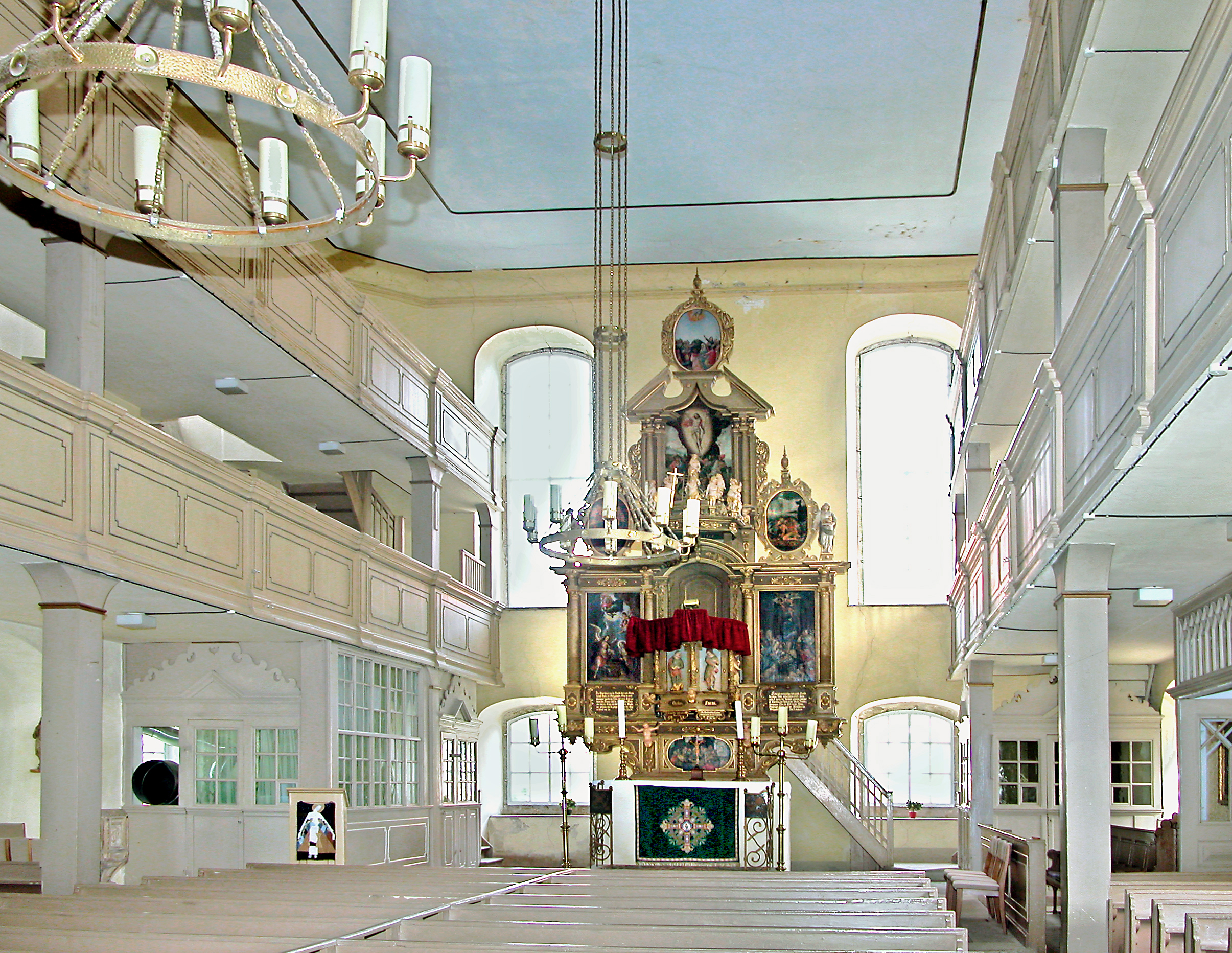
Innenansicht zum Altar

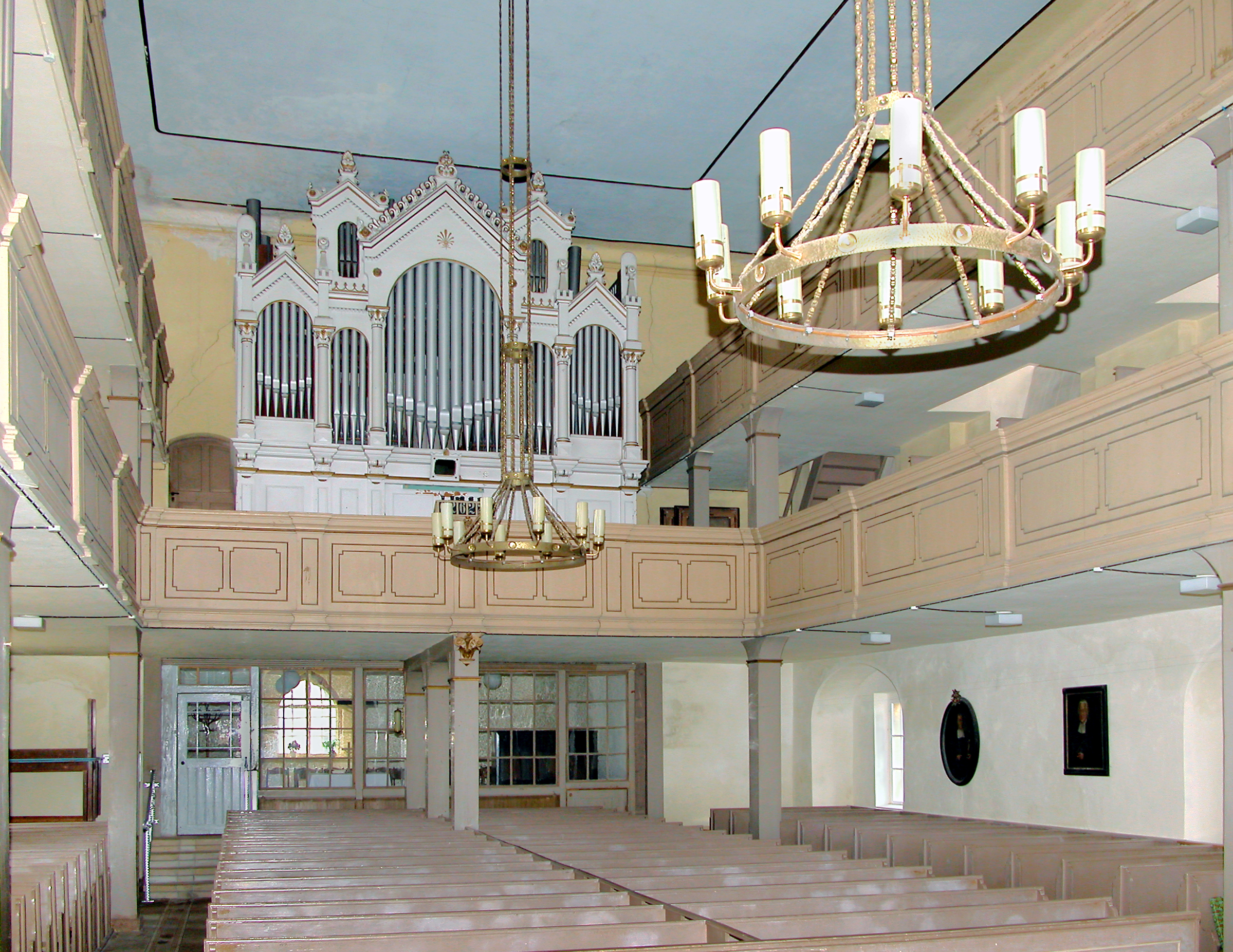
Innenansicht zur Orgel

Die evangelische Dorfkirche Zschaitz ist eine in Kern gotische, barockisierte Saalkirche im Ortsteil Zschaitz der Gemeinde Jahnatal im Landkreis Mittelsachsen in Sachsen. Sie gehört zur Kirchengemeinde Jahnatal im Kirchenbezirk Leisnig-Oschatz der Evangelisch-Lutherischen Landeskirche Sachsens.

## Geschichte und Architektur
Die Saalkirche wurde auf einer Anhöhe im Dorfzentrum erbaut; von dem im Jahr 1515 durch einen Rochlitzer Baumeister errichteten Bauwerk ist allerdings nur noch der Westturm erhalten. Im Jahr 1717 wurde der Saal erbaut und nach einer Inschrifttafel in der Südwand in den Jahren 1749–51 erhöht. Eine Restaurierung wurde in den 1960er Jahren durchgeführt, die markanten Betstuben an der Saalnordseite im Jahr 1973 abgebrochen.
Das Bauwerk ist aus verputztem Bruchsteinmauerwerk erbaut und hat einen geraden Schluss sowie eine kleine Sakristei an der Ostseite. Der Turm ist über quadratischem Grundriss mit angeputzter Eckquaderung erbaut, ein Spitzbogenportal mit verschränktem Stabwerk in der Westseite erschließt das Innere, darüber ist ein Vorhangbogenfenster eingebaut.
Im Innern ist das Bauwerk flachgedeckt und von Emporen aus dem Jahr 1861 umgeben, die an der Nord- und Südseite zweigeschossig ausgebaut und seitlich des Altars als Betstuben gestaltet sind, an der Westseite als Orgelempore.

## Ausstattung
Das Hauptstück der Ausstattung ist ein mächtiger Altar aus dem Jahr 1655, der vom Bildhauer Valentin Otte und vom Maler Johann Richter aus Meißen gestaltet wurde; im Jahr 1751 wurde er durch Einbau einer Kanzel von Otte zum Kanzelaltar umgestaltet; das ehemals dort hängende Kreuzigungsbild ist jetzt an der Saalnordseite zu finden. Der zweigeschossige Aufbau wird durch korinthische Säulen, verkröpfte Gesimse und Medaillons bestimmt und ist mit einer plastischen Dekoration in reicher Ausformung versehen. In der Predella ist das Abendmahl als Malerei dargestellt; im Zentrum des Aufbaus ist die Kanzel mit polygonalem Korb platziert, zwischen korinthischen Säulchen sind die geschnitzten Figuren der Evangelisten angeordnet, darüber der Schalldeckel mit Marterwerkzeuge haltenden Engeln und eine Ecce-homo-Darstellung. Auf den beiden seitlichen Gemälden sind die Verkündigung und die Geburt Christi dargestellt, in dem Medaillon darüber Simson mit den Stadttoren von Gaza und Jonas mit dem Walfisch, begleitet von Schnitzfiguren Moses und Johannes des Täufers. Hinter dem Schalldeckel ist auf einem Gemälde die Auferstehung dargestellt. Den Abschluss bildet ein gesprengter Giebel mit der Himmelfahrt Christi im Medaillon. Der spätgotische oktogonale Taufstein aus Porphyr vom Anfang des 16. Jahrhunderts ist mit Wappenschilden geschmückt. An der Saalnordseite steht eine Christusfigur, die einst am Kanzelkorb angebracht war.
Mehrere in Öl gemalte Bildnisse stellen Pastoren des 17. und 18. Jahrhunderts dar.
Unter den Grabdenkmälern ist dasjenige für einen Herrn von Arras mit dem Verstorbenen in der Rüstung auf der Saalsüdseite aus der zweiten Hälfte des 16. Jahrhunderts zu erwähnen. Zwei weitere figürliche Grabdenkmäler stehen verdeckt von den Emporenaufgängen an der Ostseite.
Die Orgel mit einem wuchtigen Prospekt in Neurenaissanceformen ist ein Werk von Franz-Emil Keller aus dem Jahr 1892, das von der Firma Schmeisser 1953 klanglich verändert wurde.